# 瓜皮亚拉
瓜皮亚拉是巴西圣保罗州的一个市镇。总面积407.619平方公里，总人口20927人，人口密度51.3人/平方公里。